# Acantharctia latifasciata
Acantharctia latifasciata is een vlinder van de familie van de spinneruilen (Erebidae), van de onderfamilie van de beervlinders (Arctiinae). De wetenschappelijke naam van deze soort is voor het eerst voorgesteld door George Francis Hampson in een publicatie uit 1909.
De soort komt voor in Zuid-Afrika.